# 静岡県道270号方の橋薗ケ谷線
静岡県道270号方の橋薗ケ谷線（しずおかけんどう270ごう ほうのはしそのがやせん）は、静岡県掛川市上西郷方の橋から同市千羽に至る一般県道である。

## 概要

### 路線データ
- 起点 : 静岡県掛川市上西郷（静岡県道39号掛川川根線交点）
- 終点 : 静岡県掛川市千羽（静岡県道415号日坂沢田線交点）

## 地理

### 交差する道路
- 静岡県道39号掛川川根線 : 上西郷交差点
- 国道1号（掛川バイパス） : 千羽インターチェンジ
- 静岡県道415号日坂沢田線 : 千羽交差点

### 沿線
- 掛川東部工業団地（エコポリス）